# Gai Octavi (pretor 61 aC)
Gai Octavi (en llatí Caius Octavius) va ser un cavaller romà, fill de Gai Octavi i pare de l'emperador August i d'Octàvia Menor. Formava part de la gens Octàvia, una antiga família d'origen plebeu.
Els enemics d'August l'acusaven de ser un usurer i d'haver actuat al Camp de Mart durant els comicis com a agent per subornar els votants, però segurament aquestes notícies són falses. Els diners i les possessions que li va deixar el seu pare li van permetre aspirar sense dificultats a diferents magistratures.
Va ser dues vegades tribú militar, també qüestor, edil plebeu junt amb Gai Tornai, i finalment judex quaestionum i pretor. Els càrrecs que va ocupar abans de ser pretor es coneixen només per una inscripció, sense tenir-ne detalls. Només es diu que les va ocupar amb gran habilitat, integritat i rectitud. Vel·lei Patercul diu que era una persona molt responsable i en la que es podia confiar, cosa que li va valdre el poder-se casar amb Àtia, la filla de Júlia, germana de Juli Cèsar. Durant l'any 61 aC va ser pretor, càrrec que va exercir a satisfacció de tothom, i fins i tot Ciceró el recomanava com a model al seu germà Quint Tul·li. L'any 60 aC va ser propretor a Macedònia amb títol de procònsol i anant a la província, va derrotar un grup d'esclaus revoltats escindits de l'exèrcit d'Espàrtac i que havien estat reclutats per Catilina, al districte de Thurine. Va administrar la seva província amb integritat i energia. Va derrotar els bessis i altres tribus tràcies i va rebre de les tropes el títol d'imperator.
L'any 59 aC va tornar a Itàlia i esperava ser elegit pel consolat, però va morir a principis del 58 aC a Nola (Campània). Molts autors indiquen que va morir a la mateixa habitació en què moriria anys després el seu fill August.
Octavi es va casar dues vegades: primer amb Ancària, de la que se sap el seu nom i poca cosa més i amb qui va tenir una filla (Octàvia Major), i després amb Àtia amb qui va tenir un fill (Octavi August) i una filla (Octàvia Menor).